# Karol Ksawery Parmeński
Karol Ksawery Burbon-Parmeński, właściwie: Carlos Javier Bernardo Sixto Marie prins de Bourbon de Parme (ur. 27 stycznia 1970, w Nijmegen) -  obecna głowa książęcej rodziny Burbonów-Parmeńskich, tytularny książę Parmy i Piacenzy, najstarszy syn karlistowskiego pretendenta do tronu Hiszpanii księcia Karola Hugona oraz księżniczki Ireny Holenderskiej.
Urodził się jako pierwsze dziecko swoich rodziców. Ma dwie młodsze siostry - księżniczkę Małgorzatę i księżniczkę Karolinę, oraz młodszego brata - księcia Jakuba, księcia San Jaimie. Dzieciństwo spędził w kilku państwach; w ojczyźnie matki Holandii, w Hiszpanii – skąd pochodzi rodzina Burbonów-Parmeńskich, w ojczyźnie ojca Francji, Wielkiej Brytanii i USA. W 1979 jego ojciec zrzekł się karlistowskich pretensji i na mocy dekretu króla Jana Karola I został naturalizowanym obywatelem Hiszpanii jako Carlos-Hugo de Borbón-Parma y Borbón-Busset (od tego czasu dla większości karlistów Regentem Hiszpanii jest stryj Karola Ksawerego - Sykstus Henryk). W 1981 rodzice Karola Ksawerego rozwiedli się. Karol Ksawery zamieszkał razem z matką i rodzeństwem w Pałacu Soestdijk (Baarn), który wtedy był rezydencją Juliany, królowej Holandii i księcia-małżonka Bernharda von Lippe-Biesterfeld.

## Studia i kariera
Karol studiował nauki polityczne na Uniwersytecie Wesleyan w Connecticut, demografię i filozofię na Cambridge University. Po ukończeniu studiów pracował w Amsterdamie dla firmy ABN AMRO, gdzie zajmował się przygotowaniami do wprowadzenia Euro w krajach Unii Europejskiej. Następnie pracował w Brukseli jako konsultant w firmie European Public Policy Advisors (EPPA). Od 2007 jest zaangażowany w projekty traktujące o trwałości w świecie biznesu.
Karol regularnie reprezentuje holenderską rodzinę królewską. W 2003 razem ze swoją ciotką - królową Beatrycze był obecny na nadaniu nazwy Prince Claus Leerstoel wydziałowi uniwersyteckiemu nazwanemu tak na cześć zmarłego małżonka królowej Beatrycze - księcia Clausa van Amsberg. Podczas specjalnych wydarzeń związanych z rodziną królewską, Karol jest zawsze obecny. Był na przykład jednym z organizatorów przyjęcia ślubnego swojego brata ciotecznego - księcia Konstantyna z Laurentien Brinkhorst.
Karol urodził się z tytułem księcia parmeńskiego, ale 2 września 1996 jego ojciec nadał mu tytuł księcia Piacenza (Principe di Piacenza), a 28 września 2003 – karlistowski tytuł diuka Madrytu (Duque de Madrid). Również w 1996, królowa Beatrycze nadała mu holenderski tytuł szlachecki i od tego czasu Karol nazywany jest Jego Królewską Wysokością (Zijne Koninklijke Hoogheid) - mimo że nie należy do dynastii panującej Oranje-Nassau, jest członkiem rodziny królewskiej.

## Życie osobiste
Ze związku z Brigitte (Gitte) Klynstra, córką Ingrid Pieksma i Sybrena Bonno Klynstra, pasierbicą hrabiego Adolpha van Rechteren Limpurg, lorda Enghuizen, Karol ma nieślubnego syna:
- Carlosa Hugo Roderik Sybren Klynstra (ur. 20 stycznia 1997, w Nijmegen).

Karol nie wypiera się ojcostwa, ale też nigdy oficjalnie nie uznał syna. Jego syn jest najstarszym z prawnuków królowej Juliany i księcia Bernharda.
7 października 2009 ogłoszono zaręczyny Karola i Annemarie Cecilii Gualthérie van Weezel (ur. 18 grudnia 1977, w Hadze), córki Hansa Gualthérie van Weezel i Ank de Visser. Jej ojciec jest politykiem - był członkiem niższej izby parlamentu holenderskiego z ramienia partii chrześcijańsko-demokratycznej, Rady Unii Europejskiej i ambasadorem holenderskim w Luksemburgu. Annemarie pracuje jako dziennikarka telewizji NOS akredytowana przy parlamencie holenderskim i europejskim. Para poznała się właśnie w Brukseli. Ślub cywilny odbył się 12 czerwca 2010 w Wijk bij Duurstede. Ślub kościelny miał się odbyć 28 sierpnia w brukselskim opactwie La Cambre Abbey, ale ceremonię przełożono na 20 listopada ze względu na chorobę i śmierć ojca Karola.
Karol i Annemarie mają troje dzieci:
- księżniczkę Ludwikę Irenę Konstancję Annę Marię Parmeńską (ur. 9 maja 2012, w Hadze),
- księżniczkę Cecylię Marię Joannę Beatrycze Parmeńską (ur. 17 października 2013, w Hadze),
- księcia Karola Henryka Leonarda Parmeńskiego (ur. 24 kwietnia 2016, w Hadze)[1].